# ترينتيمولر
أندرس ترينتيمولر (مواليد 16 أكتوبر 1972) هو عازف موسيقى إلكترونية ومستقلة دنماركي، بدأ مسيرته الفنية عام 1997.

## روابط خارجية
- ترينتيمولر على موقع ميوزك برينز (الإنجليزية)
- ترينتيمولر على موقع ميوزك برينز (الإنجليزية)
- ترينتيمولر على موقع أول ميوزيك (الإنجليزية)
- ترينتيمولر على موقع ديسكوغز (الإنجليزية)